# Орхідейний богомол
Орхідейний богомол (Hymenopus coronatus) — вид богомолів, Типовий вид роду Hymenopus.
Отримав свою назву через незвичайне забарвлення, що робить його схожим на квітку орхідеї.
Здатний змінювати своє забарвлення з білого на рожеве. Доросла особина звичайно ясно-рожевого кольору, личинки, які вилуплюються з яєць червоно-чорного кольору та зовні схожі на мурах. Мешкають в тропічних лісах Індії та Індонезії. Розмір самок — до 8 см, самців — 4 см. Основна їжа — комахи.

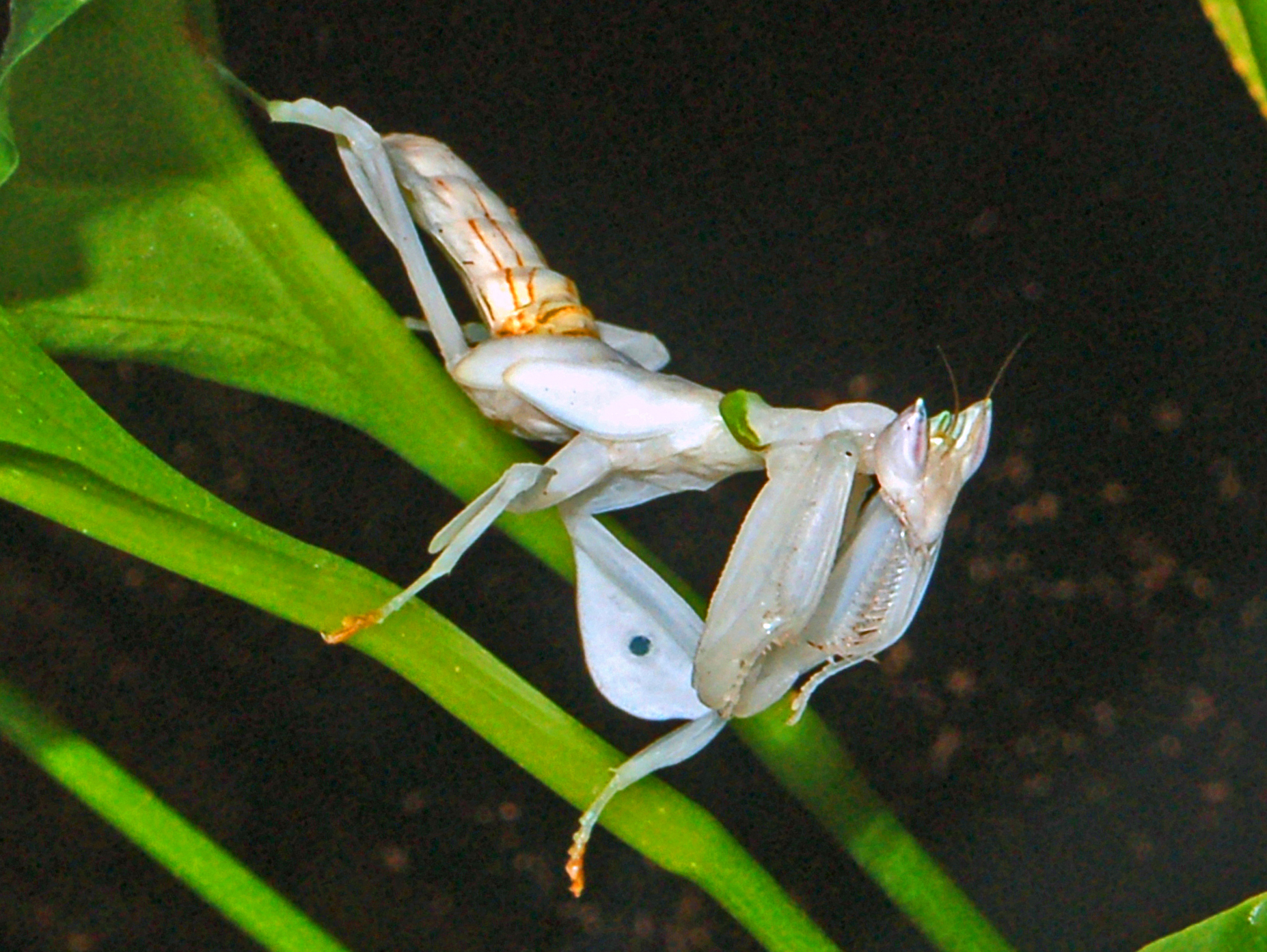
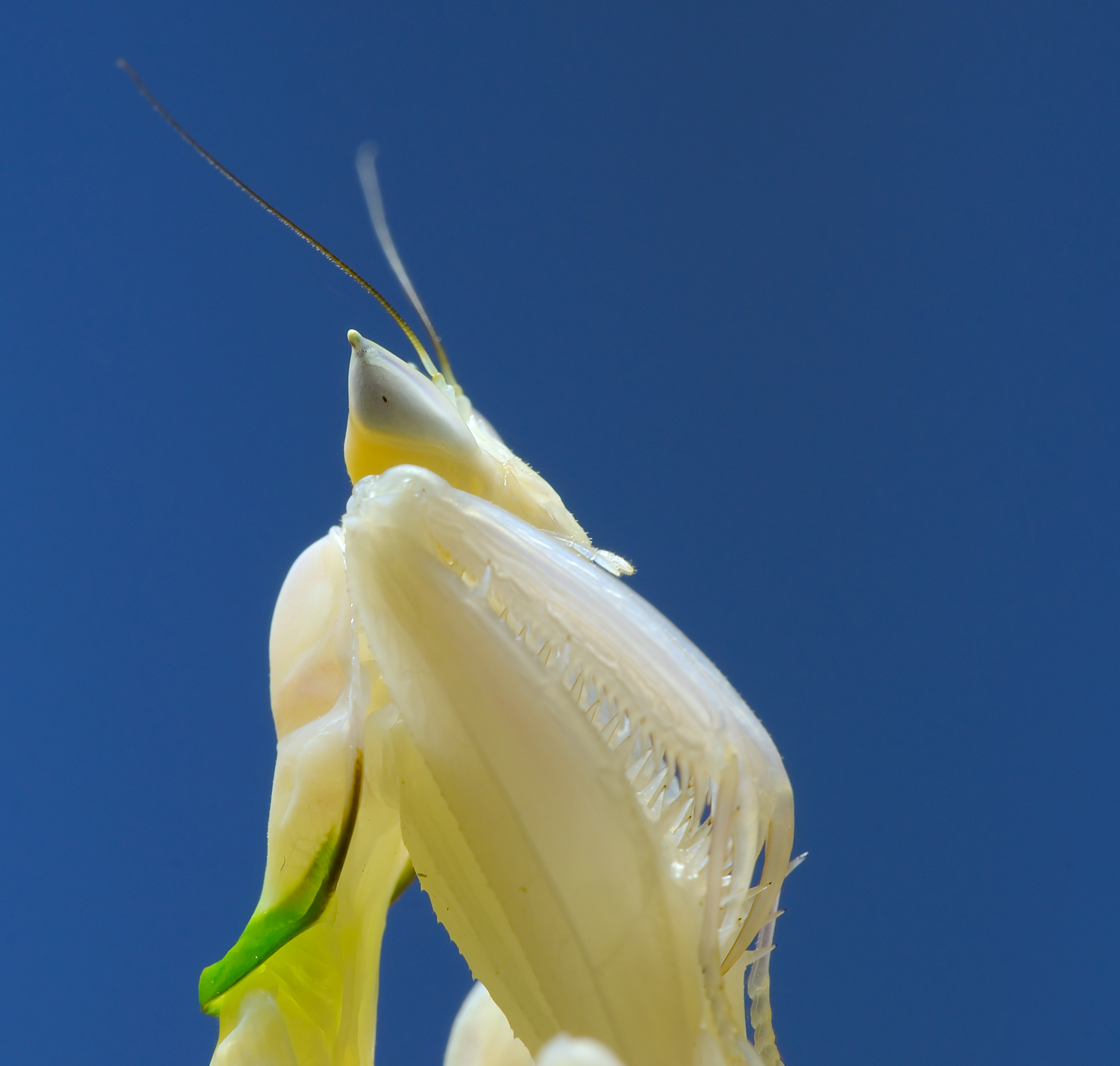
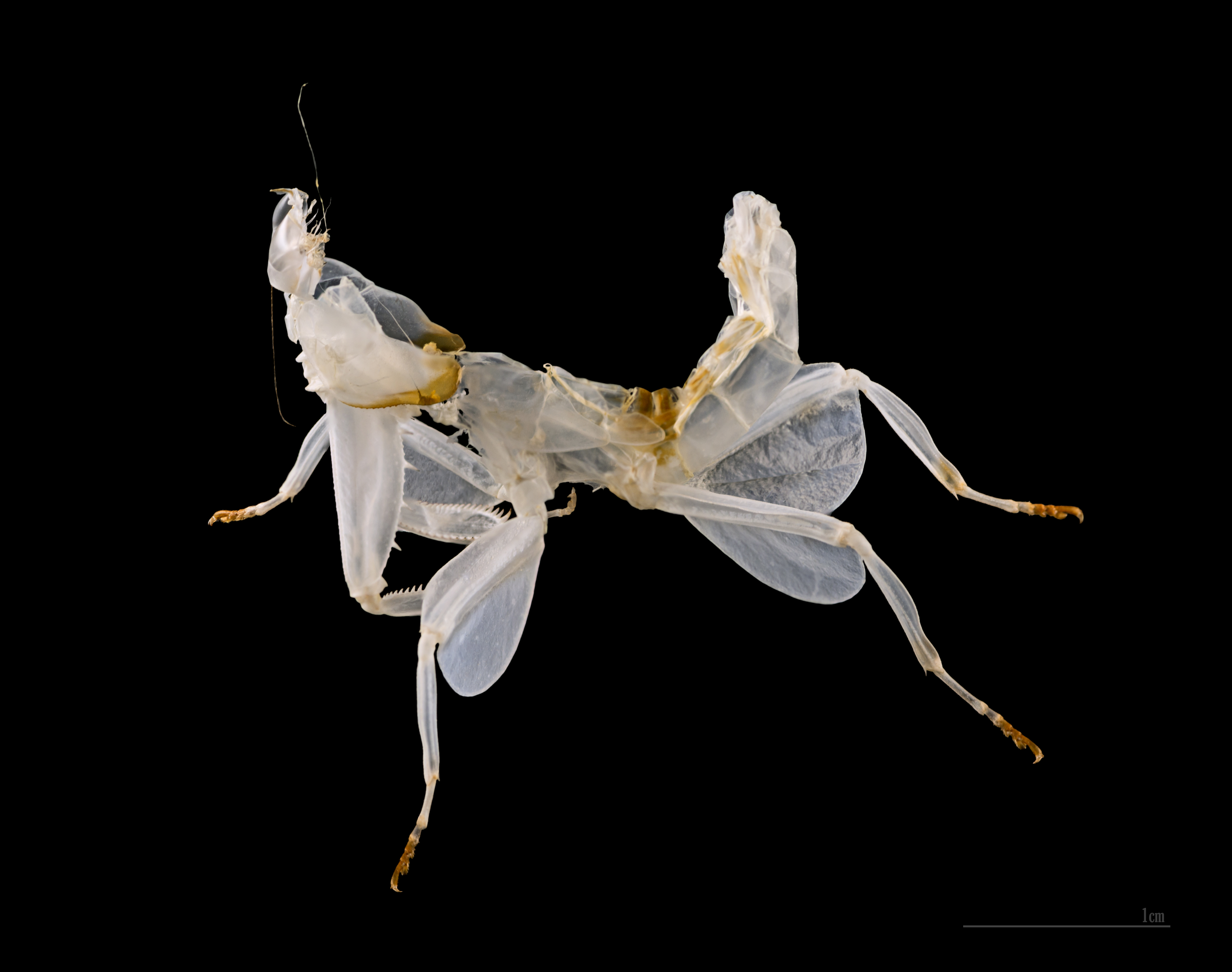